# Sukamoro
Sukamoro is een bestuurslaag in het regentschap Banyuasin van de provincie Zuid-Sumatra, Indonesië. Sukamoro telt 13.112 inwoners (volkstelling 2010).